# Madockawando
Madockawando, né vers 1630, est un chef (sachem) des Pentagouets.

## Biographie
Né vers 1630 sur le territoire Wabanaki (Massachusetts et Maine actuel), Madockawando est le fils adoptif d'Essemonoskwe, un chef Kennebec. Il devient le chef des Pentagouets, une tribu de la Confédération Wabanaki (abénaquise), et grand bashaba (chef des chefs) de la Confédération Wabanaki. 
Il est aussi un medeoulin (guérisseur d'âme) et un ginap (littéralement grand homme, possédant une force ou des qualités extraordinaires). Madockawando signifie d'ailleurs « celui qui fait des miracles ».  
Deux de ses filles, Pidianskwe et Misoukdkosié, sont les épouses du  baron Jean-Vincent d'Abbadie de Saint-Castin.  
Madockawando décède en octobre 1698. À sa mort, son beau-fils, Jean-Vincent d'Abbadie de Saint-Castin, devient grand sachem des Pentagouets.